# Ciriaco de Jesús Alas
Ciriaco de Jesús Alas (Santa Tecla,  Nueva Salvador, 7 de abril de 1866 - Sonsonate, Sonsonate,  en 1952) fue un músico y compositor de El Salvador.
Estudió el violín con Rafael Olmedo( padre), y composición con el italiano Juan Aberle, autor de la música del Himno Nacional de El Salvador, y con el holandés José Kessels. Se desempeñó como profesor de canto del Instituto Central de El Salvador. Fue director de la Banda de La Unión, de 1888 a 1890, y de la Banda del Regimiento de Sonsonate, de 1901 a 1944.
Se le atribuyen las siguientes obras: El maestro Irma, Neo Cadina, Rosita, Fantasías sobre motivos de la Caballería Rusticana, Fantasía sobre motivos de El Trobador, La coronación, Obertura sobre motivos del Himno Nacional y el intermezzo Marden, todos para orquesta. Para banda creó cerca de 20 fantasías, las oberturas Porpocato y Quetzal y 2 danzas orientales; y entre su música religiosa se cuentan 14 misas de gloria, 16 para difuntos y una misa de campaña con acompañamiento de banda.